# Ермоклия
Ермоклия (рум. Ermoclia) — село в Штефан-Водском районе Молдавии. Относится к сёлам, не образующим коммуну.

## История
Село впервые упоминается в 1770 году.

## География
Село расположено примерно в 13 км к северо-западу от города Штефан-Водэ на высоте 128 метров над уровнем моря. Ближайшие населённые пункты — сёла Попяска и Фештелица. Вблизи села берёт начало река Копчак.

## Население
По данным переписи населения 2004 года, в селе Ермоклия проживает 4240 человек (2083 мужчины, 2157 женщин).
Этнический состав села:
| Национальность | Число жителей | Процентный состав |
| -------------- | ------------- | ----------------- |
| молдаване      | 4117          | 97,1              |
| румыны         | 82            | 1,93              |
| русские        | 19            | 0,45              |
| украинцы       | 16            | 0,38              |
| болгары        | 3             | 0,07              |
| гагаузы        | 1             | 0,02              |
| прочие         | 2             | 0,05              |
| Всего          | 4240          | 100 %             |

## Достопримечательности
В селе есть братская могила и мемориал советским воинам, павшим в Великой Отечественной войне. Памятник находится в неудовлетворительном состоянии.